# Shōhei Takahashi
Shōhei Takahashi (japanisch 高橋 祥平 Takahashi Shōhei; * 27. Oktober 1991 in der Präfektur Tokio) ist ein japanischer Fußballspieler.

## Karriere
Takahashi erlernte das Fußballspielen in der Jugendmannschaften von Higashiyamato Soccer Shonendan,  den FC Tokyo und Tokyo Verdy. Bei Tokyo Verdy unterschrieb er 2019 auch seinen ersten Profivertrag. Der Verein, der in der Präfektur Tokio beheimatet ist, spielte in der zweiten japanischen Liga, der J2 League. Für den Verein absolvierte er 111 Zweitligaspiel. 2013 wechselte er zum Erstligisten Omiya Ardija nach Ōmiya-ku. Für Omiya stand er 66-mal in der ersten Liga auf dem Spielfeld. Der Ligakonkurrent Vissel Kobe nahm ihn 2015 für zwei Jahre unter Vertrag. Für Vissel absolvierte er 39 Erstligaspiele. Júbilo Iwata, ein Erstligist aus Iwata, verpflichtete ihn Anfang 2017 für drei Jahre. Sein ehemaliger Verein, der Zweitligist Tokyo Verdy, lieh ihn die Saison 2020 aus. Nach der Ausleihe unterschrieb er im Februar 2021 in Machida einen Vertrag beim Zweitligisten FC Machida Zelvia. Nach zwei Spielzeiten, in denen er 74 Ligaspiele absolvierte hat, wechselte er zu Beginn der Saison 2023 auf Leihbasis zum Erstligisten Vissel Kōbe. Am Ende der Saison 2023 feierte er mit dem Verein aus Kōbe die japanische Meisterschaft.

## Erfolge
Vissel Kōbe
- Japanischer Meister: 2023